# Telly Savalas
Aristoteles (Telly) Savalas (Grieks: Αριστοτέλης (Τέλι) Σαβάλας; voornaam op grafsteen verengelst tot Aristotle; Garden City, New York, 21 januari 1922 – Universal City, Californië, 22 januari 1994) was een Amerikaans acteur en zanger van Griekse komaf.

## Biografie
Savalas diende in de Tweede Wereldoorlog drie jaar in het Amerikaanse leger en behaalde een bachelor's degree in de psychologie aan de Columbia-universiteit. Hij vervulde daarna verschillende functies. Zijn eerste rol speelde hij in de televisieserie Armstrong Circle Theatre van CBS, uitgezonden vanaf januari 1959, een rol die hij verwierf doordat hij bij toeval op een auditie aanwezig was en ervoor werd gevraagd. Het luidde het begin van zijn acteercarrière in. In 1973 speelde hij de kale, lolly-zuigende inspecteur Theo Kojak in de televisiefilm The Marcus-Nelson Murders, een rol die hem zo populair maakte dat er een eigen serie op volgde: Kojak, uitgezonden van 1973 tot 1978. Verder speelde Savalas in meer dan honderd andere series en speelfilms, waaronder de film The Dirty Dozen, de James Bond-film On Her Majesty's Secret Service (als Ernst Stavro Blofeld), Battle of the Bulge (1965), Kelly's Heroes (1970) en Escape to Athena (1979). Hij won een Emmy Award in 1974 en een Golden Globe in 1975 en 1976. Sinds 1983 heeft hij een ster op de Hollywood Walk of Fame.
Savalas presenteerde begin jaren vijftig een radioprogramma. Als zanger had hij hits in Nederland met If, Some Broken Hearts Never Mend en Lovin' Understandin' Man. Op woensdagavond 1 oktober 1980 presenteerde hij op de Nederlandse televisie (Veronica, Nederland 2) samen met Ilona Visser Het nationale tv-fruitspel.
Savalas overleed aan blaas- en prostaatkanker, slechts een dag na zijn tweeënzeventigste verjaardag.

## Singles
| Single met eventuele hitnotering(en) in de Nederlandse Top 40 | Datum van verschijnen | Datum van binnenkomst | Hoogste positie | Aantal weken | Opmerkingen |
| ------------------------------------------------------------- | --------------------- | --------------------- | --------------- | ------------ | ----------- |
| If                                                            | 1975                  | 12-04-1975            | 12              | 6 wkn        |             |
| Some broken hearts never mend                                 | 1980                  | 13-09-1980            | 5               | 11 wkn       |             |
| Lovin' understandin' man                                      | 1981                  |                       | Tip 22          |              |             |

## Wetenswaardigheden
- Savalas trouwde drie keer en kreeg zes kinderen.
- Zijn vliegangst heeft hem tijdens zijn carrière meerdere rollen gekost, zoals die van Luke in Cool Hand Luke (1967). De producers hadden geen zin om te wachten op Savalas' boottrip vanuit New York en gaven de rol aan Paul Newman.
- Savalas was een begenadigd pokerspeler.
- Hij werkte ooit als strandwacht en slaagde er toen niet in het leven van een man te redden. De herinnering hieraan zou Savalas de rest van zijn leven blijven achtervolgen.
- Hij was betrokken bij een zwaar auto-ongeluk toen hij in het leger zat.
- Telly Savalas is de peetvader van Jennifer Aniston, actrice, voornamelijk bekend van de sitcom Friends.
- Hij kreeg een Academy Award nominatie voor Beste bijrol voor zijn rol Feto Gomez in film Birdman of Alcatraz, met Burt Lancaster uit 1962.
- Hij kreeg voor zijn rol als Kojak een Emmy Award.
- Telly Savalas is drager van de Purple Heart (ontvangen in de 2e Wereldoorlog).
- Zijn broer George Savalas (1924-1985) was ook acteur en speelde mee in de serie Kojak als Detective Stavros.